# Звёздные войны: Сказания о джедаях
«Звёздные во́йны: Сказа́ния о джедаях» (англ. Star Wars: Tales of the Jedi) или просто «Сказа́ния о джедаях» —  первый сезон американского анимационного телесериала-антологии «Звёздные войны: Сказания», созданного Дейвом Филони для стримингового сервиса Disney+. Он является частью медиафраншизы «Звёздные войны» и рассказывает истории разных джедаев во времена Трилогии приквелов. Сериал, состоящи из шести эпизодов, содержит две сюжетные линии, рассказывающиее истории Асоки Тано и графа Дуку. Персонажей озвучивают Эшли Экштейн, Кори Бёртон, Джанина Гаванкар, Майкл Ричардсон, Терренс Карсон, Иан Макдермид, Брайс Даллас Ховард, Лиам Нисон, Фил Ламарр, Клэнси Браун, Мэтт Лантер, Джеймс Арнольд Тэйлор и Ди Брэдли Бейкер. Проект выполнен в той же анимационной стилистике, что и другие мультсериалы Филони — «Звёздные войны: Войны клонов» и «Звёздные войны: Бракованная партия».
Премьера всех эпизодов «Сказаний о джедаях» состоялась 26 октября 2022 года. 4 мая 2024 года вышло продолжение, «Звёздные войны: Сказания об Империи».

## Сюжет
Каждый эпизод «Сказаний о джедаях» рассказывает историю с участием джедаев времён трилогии приквелов. Шесть эпизодов разбиты на два «пути»: первый рассказывает о различных этапах жизни Асоки Тано, а второй описывает молодость графа Дуку до его перехода на Тёмную сторону Силы.

## Роли озвучивали
- Эшли Экштейн — Асока Тано[6]
- Кори Бёртон — граф Дуку, бывший джедай, разочаровавшийся в учении Ордена и перешедший на Тёмную сторону Силы[7].
- Лиам Нисон — Квай-Гон Джинн, бывший падаван Дуку[8]
  - Майкл Ричардсон[англ.] — молодой Квай-Гон Джинн[8]
- Терренс Карсон — Мейс Винду[7]
- Иан Макдермид — Дарт Сидиус, тёмный владыка ситхов, ставший ситхским учителем Дуку[7].
- Брайс Даллас Ховард — Йаддль, женщина из расы Йоды и член Совета джедаев[4].
- Фил Ламарр — Бейл Органа, сенатор с планеты Алдераан[англ.][7]
- Клэнси Браун — Инквизитор[1]
- Мэтт Лантер — Энакин Скайуокер, учитель Асоки Тано[4]
- Джеймс Арнольд Тэйлор — Оби-Ван Кеноби, учитель Энакина Скайуокера[7], ученик Квай-Гона Джинна.
- Ди Брэдли Бейкер — Капитан Рекс, Джесси и другие клоны[9].
- Джанина Гаванкар — Пав-ти, мать Асоки Тано[5]
- Сунил Малхотра — Нак-ит, отец Асоки Тано
- Токс Олагундойе — Гантика, старейшина в деревни где родилась Асока.
- Брайан Джордж[англ.] — Ки-Ади-Мунди
- Фло Ди Ре — Джокаста Ню, библиотекарь архива джедаев.

В сериале появляются Йода, Пло Кун, Тера Сайнубе, Саези Тиин, Айма-Ган Дай, Кэнан Джаррус, Депа Биллаба, Мон Мотма.

## Список серий
| № | Название                                                  | Режиссёр            | Автор сценария              | Дата премьеры   |
| --- | --------------------------------------------------------- | ------------------- | --------------------------- | --------------- |
| 1 | «Life and Death» «Жизнь и смерть»                         | Нaтaниэл Вильянуэвa | Дейв Филони                 | 26 октября 2022 |
| Показано рождение Асоки Тано и её первая охота с матерью Пав-ти. |                                                           |                     |                             |                 |
| 2 | «Justice» «Спрaведливость»                                | Сол Руис            | Дейв Филони                 | 26 октября 2022 |
| Мастер-джедай Дуку и его юный падаван Квай-Гон Джинн отправляются на планету-призрак, чтобы решить ситуацию с заложником.                                                   |                                                           |                     |                             |                 |
| 3 | «Choices» «Выборы»                                        | Чaрльз Мюррей       | Чaрльз Мюррей и Элaн Мюррей | 26 октября 2022 |
| Мастера-джедаи граф Дуку и Мейс Винду расследуют загадочную смерть одного из джедаев.                                                                                       |                                                           |                     |                             |                 |
| 4 | «The Sith Lord» «Владыка ситх»                            | Сол Руис            | Дейв Филони                 | 26 октября 2022 |
| Квай-Гон сообщает Дуку о возможном присутствии ситхов на Татуине. Спустя некоторое время после смерти Квай-Гона Йаддль обнаруживает, что Дуку тренировался у Дарта Сидиуса. |                                                           |                     |                             |                 |
| 5 | «Practice Makes Perfect» «Практика — путь к совершенству» | Сол Руис            | Дейв Филони                 | 26 октября 2022 |
| Энакин Скайуокер подвергает Асоку суровым тренировкам. |                                                           |                     |                             |                 |
| 6 | «Resolve» «Решение»                                       | Сол Руис            | Дейв Филони                 | 26 октября 2022 |
| После смерти Падме Амидалы Асока скрывается и становится фермером. |                                                           |                     |                             |                 |

Хронологический порядок
| # | № | Время событий     |
| - | - | ----------------- |
| 1 | 2 | Между 68 и 58 ДБЯ |
| 2 | 3 | Между 50 и 48 ДБЯ |
| 3 | 1 | 36-35 ДБЯ         |
| 4 | 4 | 32 ДБЯ            |
| 5 | 5 | 21 ДБЯ            |
| 6 | 6 | Между 18 и 5 ДБЯ  |

## Создание и релиз
В ходе работы над сериалом «Мандалорец» Дейв Филони начал писать короткие истории о разных джедаях, живших во времена Трилогии приквелов. Кэрри Бек, главный вице-президент отдела по разработке и производству Lucasfilm, предложила ему снять на основе этих историй сериал. В декабре 2021 года логотип «Сказаний о джедаях» вместе с логотипами других фильмов и телесериалов Lucasfilm был включён в праздничные подарки для сотрудников студии. Такое же название носила не связанная с мультсериалом серия комиксов, выпускавшаяся в 1990-х годах издательством Dark Horse Comics. Lucasfilm подтвердила проект в апреле 2022 года. В конце мая Филони представил сериал на тематической панели на Star Wars Celebration; тогда же было объявлено, что сериал будет состоять из шести 15-минутных эпизодов, сценарии к пяти из которым написал Филони, а к последнему — сценарист «Войн клонов» Чарльз Мюррей вместе с Элан Мюррей. Филони стал контролирующим режиссёром и исполнительным продюсером вместе с Афиной Ивет Портильо и Бек.
Филони описал сериал как исследование «двух путей и двух выборов», один из которых фокусируется на Асоке Тано, а другой — на графе Дуку. Сопоставляя его с «Войнами клонов», Филони отметил более медленное повествование в «Сказаниях» и сравнил их с «тонной поэм», где упор делается не на диалоги, а на действие. Это было вдохновлено творчеством Хаяо Миядзаки, а также наставника Филони, создателя «Звёздных войн» Джорджа Лукаса. Изначально Филони хотел показать, как Асока пришла в Орден джедаев при помощи Пло Куна, но поскольку в «Звёздных войнах» практически не было историй о матерях, он решил вместо этого использовать сюжет о первой охоте Асоки со своей матерью. Филони предупредил, что после первого эпизода со счастливой концовкой и «милой малышкой Асокой» «будут не только весёлые, радостные истории. Со временем будет более жёстко». Он считал историю Дуку «необычайно трагической» и называл эпизоды с его участием самыми мрачными. Сценарии к ним были написаны в период пандемии COVID-19. Проблемой Дуку, которую Филони хотел исследовать, стали его взаимоотношения со своим учеником Квай-Гоном Джинном, которого сценарист описал как «одного из лучших и, в каком-то смысле, самых интересных джедаев из-за своей философии, отличной от Совета джедаев. Где же он мог этому научиться, если не у своего наставника, графа Дуку?».
В мае 2022 года было объявлено, что Лиам Нисон озвучит Квай-Гона Джинна, а его сын Майкл Ричардсон — более молодую версию персонажа. Мэтт Лантер повторил свою роль Энакина Скайуокера из «Войн клонов», Джанина Гаванкар озвучила мать Асоки Тано, Пав-ти. В июле 2022 года Эшли Экштейн рассказала, что повторит свою роль Асоки Тано. Музыку к сериалу написал Кевин Кайнер, композитор «Войн клонов» и «Повстанцев». Сериал использует тот же стиль анимации, что и «Войны клонов». Режиссёрами проекта стали Мюррей, Натаниэл Вильянуэва и Сол Руис.
Премьера «Сказаний о джедаях» состоялась на Disney+ 26 октября 2022 года. Все шесть эпизодов вышли в один день. 4 мая 2024 года вышло продолжение, «Звёздные войны: Сказания об Империи».

## Оценки
На сайте-агрегаторе отзывов Rotten Tomatoes сериал получил рейтинг 100 %, на сайте Metacritic — 78 баллов из 100. Брайан Янг из /Film назвал сценарий, музыку и работу студии Lucasfilm Animation непревзойдёнными. Кевин Фокс-младший из Paste поставил сериалу оценку 8,2 балла из 10, Джейми Ловетт из ComicBook.com — 4 балла из 5. По словам Ловетта, в «Сказаниях» «много волшебства из „Звёздных войн“, и зрители будут разочарованы тем, что сериал уже закончился». Алекс Стедман из IGN оценил «Сказания» на 8 баллов из 10.